# Трите прасенца
Трите прасенца е приказка или басня за три малки прасенца, които са си построили къщи и но има вълк, които се опитва да ги изяде. Той издухва къщите на първите 2 прасета, но не успява да издуха къщата на третото. Приказката има много варианти.

## Разказът
Трите прасенца решават да си построят къщи, след като майка им им казала да я напуснат за добро бъдеще. Първото прасе строи къщата си от слама. Второто прасе строи къщата си от пръчки. Третото прасе строи къщата си от тухли. Но има и голям лош вълк, който иска да ги изяде. Първо той отива при първото прасенце. Пита го, дали може да влезе, но не бива пуснат с този монолог:
| „      | Малко прасенце, малко прасенце, пусни ме вътре. | “ |
| Вълкът |                                                 |   |

| „       | Не, не и през космите на моята брадичкава брада брадичка. | “ |
| Прасето |                                                           |   |

След това вълкът се ядосва и издухва къщата.
| „      | Тогава аз ще духам и аз ще духам, и ще издухам твоята къщичка. | “ |
| Вълкът |                                                                |   |

Същото се случва и с второто прасенце, но там са нужни повече духания, за да разруши къщата му. След като се разруши къщата, прасенцата биват изядени или бягат към къщата на следващото прасенце. Накрая вълкат отива при къщата на третото прасе. Той пак пита, дали може да влезе вътре и пак не бива пуснат. Вълкът пак духа, но не успява да издуха къщата на третото прасенце, защото къщата му от тухли е прекалено здрава. Тогава той влиза през комина, но прасенцата/прасето запалва огъня и вълкът умира.